# Pseudosinella caladairensis
Pseudosinella caladairensis is een springstaartensoort uit de familie van de Entomobryidae. De wetenschappelijke naam van de soort is voor het eerst geldig gepubliceerd in 1970 door Gisin & da Gama.